# Carl-Ludwig Thiele
Carl-Ludwig Thiele (* 9. August 1953 in Münster) ist ein deutscher Jurist und ehemaliger Politiker (FDP). Von 1. Mai 2010 bis 30. April 2018 war er Mitglied des Vorstands der Deutschen Bundesbank. Er war als Vorstandsmitglied dort insbesondere für die Bereiche Bargeld sowie Zahlungsverkehr und Abwicklungssysteme zuständig.
Zuvor war er von 1990 bis 2010 Abgeordneter im Deutschen Bundestag. Er war von 2002 bis 2010 stellvertretender Vorsitzender der FDP-Bundestagsfraktion.

## Leben und Beruf
Nach dem Abitur 1972 am Gymnasium Carolinum in Osnabrück absolvierte Thiele nach der Ableistung seines Wehrdienstes ein Studium der Rechtswissenschaft in Erlangen und Münster, welches er mit dem ersten juristischen Staatsexamen beendete. 1980 bis 1982 absolvierte er das Referendariat und legte sein zweites juristisches Staatsexamen ab. Seit 1983 ist er als Rechtsanwalt zugelassen.
Thiele ist Gründungsmitglied des Fördervereins der Initiative Neue Soziale Marktwirtschaft. Außerdem war er Mitglied des Verwaltungsrates der BaFin und ist Kurator des Instituts "Finanzen und Steuern" in Berlin. In Münster ist er Mitglied der AV Zollern im CV.
Carl-Ludwig Thiele ist verheiratet und hat fünf Kinder.

## Partei
Seit 1979 ist er Mitglied der FDP. Hier war er von 1983 bis 2010 stellvertretender Vorsitzender des Kreisverbandes Osnabrück-Stadt und von 1988 Vorsitzender des FDP-Bezirksverbandes Osnabrück. Daneben gehörte er seit 1988 dem geschäftsführenden FDP-Landesvorstand von Niedersachsen an und war von 2002 bis 2010 stellvertr. Landesvorsitzender. Von Mai 1999 bis Mai 2001 war er Bundesschatzmeister der FDP. Von 1994 bis zum April 2010 gehörte er auch dem FDP-Bundesvorstand an.

## Abgeordneter
Von 1990 bis April 2010 war Thiele Mitglied des Deutschen Bundestages. Von 1990 bis 1994 war er Mitglied des Haushaltsausschusses. Ab 1994 war er Mitglied im Finanzausschuss, dort von 1994 bis 1998 Vorsitzender des Finanzausschusses und von 1998 bis 2005 dessen stellvertretender Vorsitzender. Von Oktober 2002 bis April 2010 war er außerdem stellvertretender Vorsitzender der FDP-Bundestagsfraktion. Zudem war Thiele von November 2009 bis April 2010 finanzpolitischer Sprecher der FDP-Bundestagsfraktion. Von 1994 bis zu seinem Ausscheiden aus dem Bundestag war er Mitglied im Vermittlungsausschuss.
Thiele ist stets über die Landesliste Niedersachsen in den Deutschen Bundestag eingezogen; bei den letzten drei Bundestagswahlen als niedersächsischer FDP-Spitzenkandidat.
Im Mai 2010 verzichtete Thiele auf sein Bundestagsmandat, um in den Vorstand der Deutschen Bundesbank zu wechseln. Er leitete dort das Dezernat III der Zentrale der Deutschen Bundesbank.

## Mitgliedschaften
Thiele ist Kuratoriumsmitglied des Instituts Finanzen und Steuern, Berlin; Kuratoriumsmitglied und Vorsitzender des Anlageausschusses der Deutschen Bundesstiftung Umwelt, Osnabrück; Mitglied im Kuratorium der Stiftung Institute for Law and Finance, Frankfurt; und Mitglied der INSM (Initiative Neue Soziale Marktwirtschaft).

## Ehrungen
- 2012: Verdienstkreuz 1. Klasse der Bundesrepublik Deutschland. Diese Ehrung wurde ihm unter anderem für seine zahlreichen ehrenamtlichen Engagements und seine herausragenden politischen Aktivitäten zu teil. Vor allem Thieles Einsatz zur Stärkung der Familien durch die Neuordnung des Familienleistungsausgleichs und die Erhöhung des Kindergeldes wurde damit gewürdigt. Thieles Vorschlag bestand darin, das Kindergeld mit dem steuerrechtlichen Kinderfreibetrag zusammenzuführen und als negative Einkommensteuer zu regeln. Dadurch konnte das Kindergeld von damals 70 DM auf 200 DM erhöht werden. Vor allem Erwerbstätige mit geringem Einkommen und mehreren Kindern wurden deutlich besser gestellt. Ferner wurde die von Thiele gestartete interfraktionelle Initiative zur Errichtung einer Gedenkstätte zum Bau und Fall der Berliner Mauer am Brandenburger Tor ausgezeichnet, die vom Deutschen Bundestag einstimmig beschlossen wurde. Aufgrund dessen wurden in der U-Bahn-Station Brandenburger Tor eine Dokumentation zu diesem Thema installiert und die Mittel für die Gedenkstätte Bernauerstraße deutlich erhöht.

## Publikationen
- Haushalten als gesellschaftspolitisches Problem – Sparen tut Not!, Zum Haushalt der Bundesrepublik Deutschland, in: Haushalten in Geschichte und Gegenwart, Irmintraut Richarz (Herausgeberin)
- Können wir uns die arbeitsplatzfeindliche Gewerbesteuer noch leisten?, Stadt und Gemeinde 10/1995
- Von der D-Mark zum Euro, Verlag Börsen-Zeitung 1996, ISBN 3-921696-62-3
- Steuerrechtssprechung Steuergesetz Steuerreform, Otto Schmidt Verlag 1999
- Die Europäische Wirtschafts- und Währungsunion in Perspektiven eines modernen Steuerrechts, Erich Schmidt Verlag 2007
- Was wird aus der Erbschaftsteuer? Universum-Verlag 2007, ISBN 978-3-89869-209-0
- Aktuelle Entwicklungen im Bargeldbereich, DSD der Sicherheitsdienst, 2010 DSA GmbH
- Bargeldrecycling und ZAG in Deutschland, DSD der Sicherheitsdienst, 2010 DSA Verlag
- Bargeldrecycling. Die Marktteilnehmer sind aufgefordert, Geschäftsmodelle zu entwickeln., Karten, 4/2010
- Was kommt nach SEPA?, Zeitung für Zahlungsverkehr und Kartendienstleistungen, Fritz Knapp Verlag 2011
- Standards sind wichtig für einheitlichen Zahlungsverkehr, Die Sparkassenzeitung, Deutscher Sparkassenverlag  2011,
- Eine Währung für Europa – 10 Jahre Euro-Bargeld, Bankverlag Köln 2011
- Einführung einer Währung sehr aufwendig, Börsenzeitung, WM Verlag 2011
- Redaktionsgespräch mit Carl-Ludwig Thiele – "Alle Marktakteure müssen gemeinsam an neuen Strukturen arbeiten.", Zeitschrift für das gesamte Kreditwesen, 06/2011
- Eine leistungsfähige Infrastruktur ist erforderlich, Bank und Markt, 9/2011
- Target-Limit würde Möglichkeiten des Wirtschaftsraum begrenzen, FAZ 6. Februar 2012
- Zahlungsverkehr wird europäisch, Kommunalwirtschaft/Sonderausgabe 2012, Kommunal-Verlag GmbH
- Falschgeldlage in Deutschland – 2011 besonders positiv, Zeitschrift für das gesamte Kreditwesen, 10/2012
- Das goldenen Erbe im Schutz von politischer Willkür, Die Welt, Axel Springer AG
- Zahlungsverkehr – Herausforderungen aus Sicht der Bundesbank, Zeitschrift für das gesamte Kreditwesen, 14/2013
- Der Countdown läuft!, Unternehmeredition SEPA 2014, 11/2013.
- Trends und Perspektiven im Zahlungsverkehr, Die Bank, 4/2014
- Das Bargeld lacht noch immer, Profil – das bayerische Genossenschaftsblatt, 3/2015
- Das Gold der Deutschen, für die Deutsche Bundesbank herausgegeben von Carl-Ludwig Thiele, München 2018, ISBN 978-3-7774-3074-4.